# Empowered
Empowered è un fumetto statunitense disegnato con uno stile ispirato ai manga, scritto ed illustrato da Adam Warren, e pubblicato dalla Dark Horse Comics.
Descritta dallo stesso Warren come una "sexy commedia di supereroi", Empowered ha iniziato a prendere forma nel 2004, quando alcune persone sulla 'Empowered Mailing List' hanno ricevuto una lunga serie di immagini JPEG. Empowered è cominciata come una serie di disegni su commissione su "damigelle in difficoltà"; casualmente queste illustrazioni hanno cominciato a trasformarsi in brevi storie, sviluppando la personalità di Empowered così come quella dei personaggi comprimari e dei supercattivi.
Empowered Vol. 1 è stato pubblicato il 21 marzo 2007 dalla Dark Horse Comics, in ritardo rispetto a quanto pianificato a causa di difficoltà di stampa, mentre il Volume 2 è stato distribuito il 3 ottobre 2007 e il Volume 3 il 15 marzo 2008. Dark Horse Comics ha poi approvato un quarto volume che è previsto in stampa per il tardo 2008. In Italia, il primo volume è stato pubblicato da Edizioni BD nel febbraio 2008, mentre per l'uscita dei seguenti non è stata ancora fissata una data precisa.

## Trama e personaggi
Empowered è la storia di Empowered (Elissa Megan Powers), una solitaria ed introspettiva ragazza che lavora come supereroe. È costantemente accusata dalla comunità di pressappochismo, compresi anche i suoi compagni del gruppo dei Superamici ("The SuperHomeys" nell'originale inglese). Empowered è una costante sorgente di imbarazzo, poiché il suo costume, che le fornisce la superforza e l'invulnerabilità, tende a strapparsi al tocco più gentile. Fortunatamente il vestito si rigenera col tempo, ma la sua fragilità (che lascia l'eroina quasi nuda per buona parte del tempo) le fa fallire quasi ogni missione, lasciandola ad aspettare l'intervento dei Superamici.
Nel momento in cui Empowered stava cadendo nell'ennesimo abbassamento di morale, trova l'amore in Duro ("Thugboy"). Come lacchè dei supercattivi (in quanto parte del gruppo degli Stupidi Tirapiedi) Duro ha un passato rimarchevole, ma al momento non nutre che affetto nei confronti di Empowered – nonostante le sue continue incertezze. Empowered trova conforto anche in Ninjette, una supercattiva che una volta la catturò per commissione di un gruppo di malvagi, ma questi non si presentarono a ritirare la merce; offesa per il trattamento riservatole, Ninjette liberò Empowered, finendo poi per andare entrambe a bere al bar.
Irrisione ed umiliazione sono casi comuni, poiché la maggioranza dei supercattivi e dei suoi compagni di team spendono una consistente parte del tempo a deriderla, nonostante abbia effettivamente sconfitto almeno due supercattivi (il Mastino Infernale, e prima di lui Big Iron). La sua principale aguzzina è Sorella Tenebra ("Sistah Spooky"), una supereroina che acquisì i suoi poteri quando un demone (da lei evocato per garantirsi eterna gioventù e bellezza) accidentalmente le fornì anche "un saaacco di poteri mistici". Ma la sua insicurezza, dovuta al timore di essere derisa dalle altre clienti del demone (le sue compagne di corso che vendettero la loro anima per essere delle bambole bionde ultra sexy), ha consolidato il suo preesistente odio delle bionde; scarica la sua frustrazione su Empowered, che realmente non lo merita.
Dopo avere imprigionato il Mastino Infernale (un essere extradimensionale in stile lovecraftiano) in una cintura risucchia-potere aliena (nel dettaglio: attrezzatura da bondage aliena), Empowered comincia a prendere confidenza coi suoi poteri da supereroina, aiutata anche da Ninjette che le organizza sedute di allenamento intensivo.

## Poteri e abilità
Le abilità superumane di Empowered sono fornite dall'ipermembrana, un costume che le permette di essere invulnerabile, incredibilmente forte e di lanciare folgori dalle mani. Nel Volume 2, la maschera le fornisce miglioramenti alla visione che funzionano anche quando il resto del costume è distrutto. Può leggere un cruciverba tenuto in mano da un teppista, ed accorgersi di un aneurisma che si sta sviluppando nel suo cervello. Il costume ha probabilmente anche altri poteri; uno è stato già rivelato: può diventare invisibile, ma Empowered non ha ancora capito come fare ad estendere questo effetto anche su di sé, ammesso che questo sia possibile.
Il costume non è privo di controindicazioni. L'ipermembrana è "sottile come una bolla di sapone" (Volume 1, pag. 122) ed è rovinato da quasi qualsiasi contatto; il più sottile strappo diminuisce drasticamente le sue funzionalità. Fortunatamente il vestito possiede anche la capacità di autorigenerarsi, procedimento questo che richiede approssimativamente dalle otto alle dodici ore. È anche estremamente aderente: non solo non si può portare intimo al di sotto, in quanto chiaramente evidenziato, ma se Empowered non si rade il pelo pubico questo emerge dalla tuta come un cespuglio di lana di vetro. In aggiunta, l'ipermembrana non funziona se si indossa qualcosa al di sopra di essa, e fornisce i suoi poteri soltanto a Empowered: per chiunque altro provi ad indossarla agirà solo come una tuta ridicolmente attillata (Volume 1, pag. 29).
Nel Volume 2, Empowered teorizza che le abilità della tuta siano collegate alla sua autostima, per cui se si sente "giù" e la sua sicurezza è bassa il vestito sia molto fragile, ma se è determinata e concentrata diventa molto più resistente. Questo sembra essere vero perché nel Volume 1 sconfigge facilmente un gran numero di cattivi che stavano per uccidere il suo ragazzo, e più tardi l'ipermembrana rimane intatta anche quando Empowered viene morsa da uno squalo.
Nel Volume 3 il costume può funzionare in certa misura anche se molto danneggiato; sembra anche utilizzare autonomamente nuove funzionalità, come formare ali per volare o generare un'esplosione estremamente potente, ma in entrambi i casi Empowered non ha controllo sul processo. L'ipermembrana si rivela anche senziente: il Mastino Infernale insiste a dire che sia di genere femminile, nonostante la stessa veste sostenga il contrario.
Nel Volume 4 il costume, oltre ad incrementare la sua efficacia anche in caso di danni evidenti in modo da garantire, in soli casi di crisi (probabilmente un'estensione della capacità di "autostima" dimostrata nel volume 2, in quanto Elyssa sviluppa tali abilità durante una grave crisi), un potere approssimato alla piena efficienza anche se ridotto in brandelli, sviluppa la capacità di aderire ai muri tipica dell'Uomo Ragno. Questa capacità viene negata quando i danni al costume superano una certa soglia.
Nel Volume 5 il costume dimostra la capacità di produrre un campo energetico luminoso, dando l'apparenza che migliaia di piccole stelle si formino sulla sua solita tinta nera. Questo campo energico, se pur non apporta incrementi alla resistenza totale dell'ipermembrana, consente di racchiudere una sacca atmosferica intorno ad Empowered, consentendole di sopravvivere nel vuoto cosmico o altri ambienti privi di aria respirabile e/o gravità adeguata. Il costume diviene anche in grado di incrementare ad un livello molto più alto la forza fisica di Empowered, che diviene in grado di muoversi a velocità normale in ambienti a gravità incrementata. Mimando con le dita una chiamata telefonica, il costume diviene in grado di funzionare da telefono cellulare: questa è un'abilità non legata alla presenza di Empowered, in quanto il Mastino Infernale ed il Costume dimostrano di tenersi regolarmente in contatto con la madre di Elyssa a mezzo telefonico.